# Schrotbock

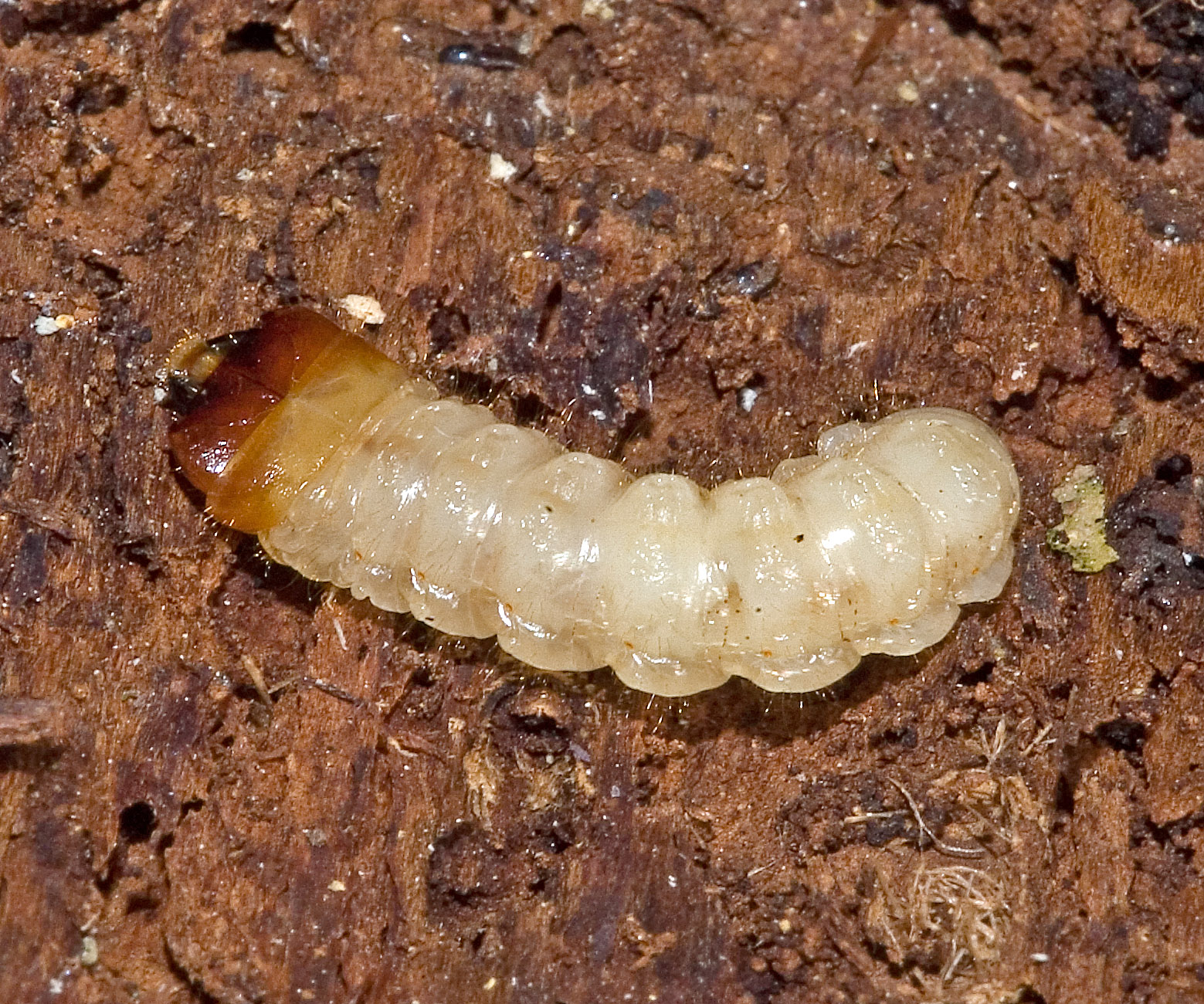
Larve des Schrotbocks

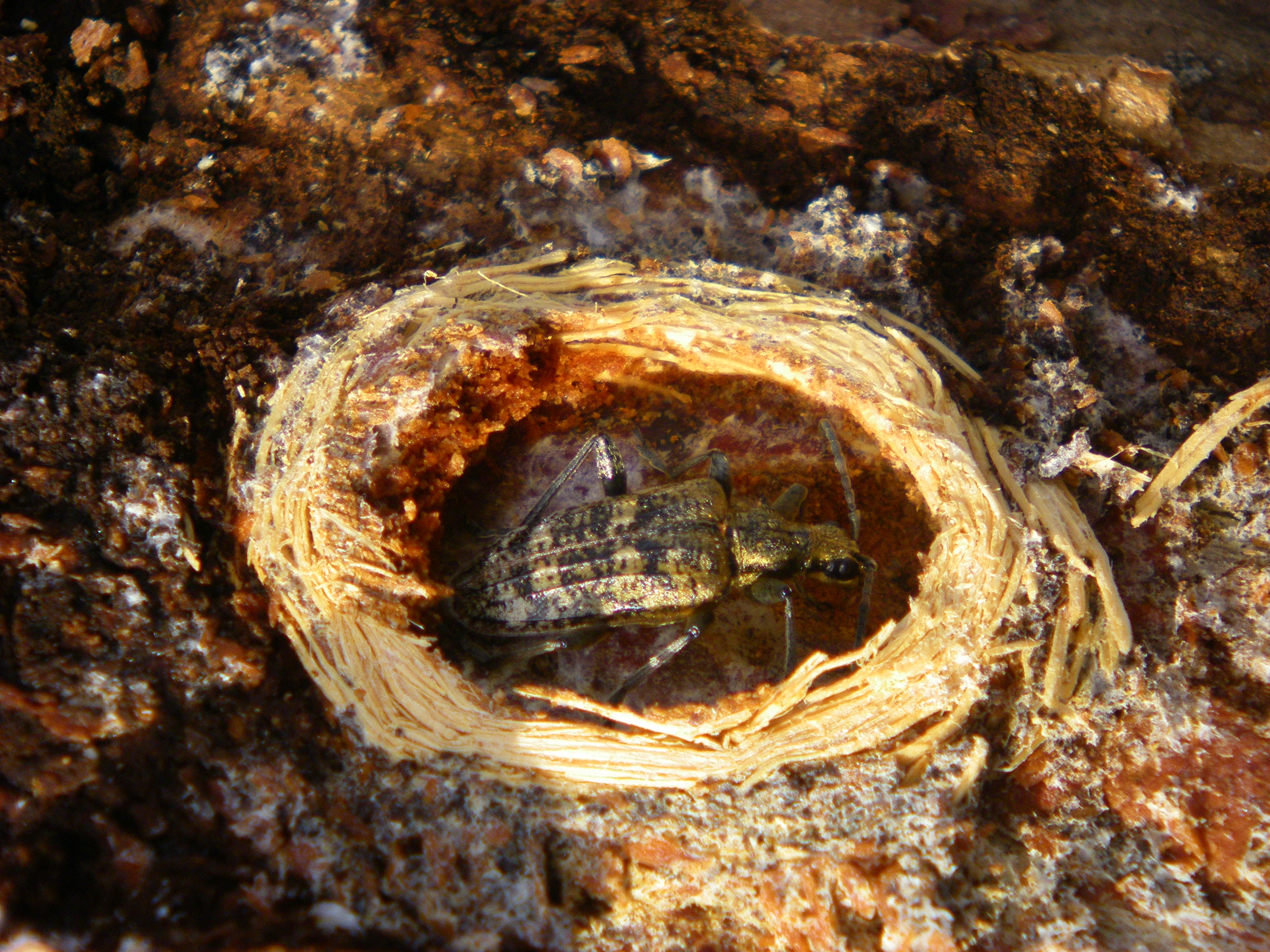
Schrotbock in der Puppenwiege

Der Schrotbock (Rhagium inquisitor), auch als Kleiner (Kiefer)zangenbock oder Spürender Zangenbock bekannt, ist eine Art aus der Familie der Bockkäfer (Cerambycidae). Er ist holarktisch im nördlichen Eurasien und in Nordamerika verbreitet.

## Merkmale
Schrotböcke werden etwa 10 bis 20 Millimeter lang. Der Chitin-Panzer hat eine schwarze Grundfarbe und zwei undeutliche helle Querbinden. Neben den Querbinden ist der gesamte Körper dicht mit gelbgrauen Haaren bedeckt, so dass von dem Schwarz nur auf den Flügeldecken in Form von mehr oder weniger regelmäßigen schwarzen Flecken zu sehen ist. Der Körper ist länglich gestreckt. Der Thorax ist recht schmal, während der Kopf nach vorne gestreckt ist. Auch die kurzen Fühler stehen vom Kopf gerade nach vorn ab.

## Vorkommen
Der Schrotbock hat eine holarktische Verbreitung und ist entsprechend im nördlichen Eurasien und in Nordamerika anzutreffen. Die Käfer sind in Europa, Sibirien, Nordamerika und im Kaukasus weit verbreitet. Sie sind in Nadelwäldern anzutreffen.

## Lebensweise
Die tagaktiven Tiere findet man meist in der Nähe ihrer Nahrung, die aus Blütenteilen und Baumharz besteht. Die Larven leben unter der Rinde von Nadelbäumen. Nach zwei Jahren verpuppen sie sich in einer Puppenwiege. Der Käfer schlüpft im Herbst und überwintert gleich im Holz, teilweise geschützt durch das Anti-Frost-Protein RiAFP. Im nächsten Frühling kommt dann der Käfer zum Vorschein, sie sind von April bis August anzutreffen.

## Systematik
Der Schrotbock wurde 1758 von Carl von Linné wissenschaftlich beschrieben.
In Europa kommen zwei Unterarten vor, von denen Rhagium inquisitor cedri in Spanien und Nordafrika beheimatet ist.
- Rhagium inquisitor inquisitor (Linnaeus, 1758)[3]
- Rhagium inquisitor cedri Reymond 1954[4]

## Belege
1. ↑  D.B. McCorquodale: Longhorn beetles (Coleoptera: Cerambycidae) of the Atlantic Maritime Ecozone. In: Donald F. McAlpine, Ian M. Smith (Hrsg.): Assessment of Species Diversity in the Atlantic Maritime Ecozone. NRC Research Press, Ottawa, Canada, 2010; S. 465–476 (Zitat S. 471). (Volltext (Memento des Originals vom 26. Juni 2020 im Internet Archive)  Info: Der Archivlink wurde automatisch eingesetzt und noch nicht geprüft. Bitte prüfe Original- und Archivlink gemäß Anleitung und entferne dann diesen Hinweis.).
2. ↑  Jiři Zahradnik, Irmgard Jung, Dieter Jung et al.: Käfer Mittel- und Nordwesteuropas. Parey, Berlin 1985, ISBN 3-490-27118-1
3. ↑  Rhagium (Rhagium) inquisitor inquisitor Linnaeus 1758. Fauna Europaea, abgerufen am 14. Juni 2007.
4. ↑  Rhagium (Rhagium) inquisitor cedri Reymond 1954. Fauna Europaea, abgerufen am 14. Juni 2007.